# Lado-Peulh
Pour les articles homonymes, voir Lado.
Lado-Peulh est une localité située dans le département de Pibaoré de la province du Sanmatenga dans la région Centre-Nord au Burkina Faso.

## Éducation et santé
Le centre de soins le plus proche de Lado-Peulh est le centre de santé et de promotion sociale (CSPS) de Pibaoré tandis que le centre hospitalier régional (CHR) se trouve à Kaya.
Le village possède un centre permanent d'alphabétisation et de formation (CPAF).